# Цкаврока
Цкаврока (груз. წყაროვკა) — село в Грузії.
За даними перепису населення 2014 року в селі проживає 1359 осіб.